# Déclinaisons en allemand
Pour un article plus général, voir Allemand.
L'allemand, au contraire de certaines autres langues indo-européennes, a conservé de nombreux éléments du caractère flexionnel de l'indo-européen commun. Il a conservé quatre des  huit cas du système casuel de l'indo-européen (nominatif, génitif, datif, accusatif) et deux de ses trois nombres (singulier et pluriel). Il en a gardé les trois genres masculin, féminin et neutre. Nombre d'autres langues germaniques, comme l'anglais ou le néerlandais, ou d'autres langues indo-européennes en général, comme le français ou le bulgare, ont abandonné en grande partie le système casuel qui reste figé dans la morphologie des pronoms.
Les quatre cas de la déclinaison allemande servent, en première approche, à rendre :
- le sujet et l'attribut du sujet (nominatif) ;
- le complément d'objet direct et le changement de lieu ou d'état (accusatif) ;
- le complément d'objet second (ou complément d'objet indirect) et la permanence dans un lieu ou un état (datif) ;
- le complément du nom (génitif).

En dehors de ces fonctions, de nombreux verbes et prépositions imposent un régime (cas) particulier.
Le principal porteur de la flexion est le déterminant. Lorsqu'il ne porte pas de flexion ou lorsqu'il est absent, c'est alors l'adjectif épithète qui porte la flexion, autrement dit la déclinaison de l'adjectif dépend de la présence et de la nature du déterminant. Enfin, le substantif (nom) porte quelques flexions, essentiellement au génitif singulier masculin et neutre ainsi qu'au datif pluriel.

## La déclinaison des déterminatifs
On entend par déterminatifs les adjectifs démonstratifs, possessifs, interrogatifs, indéfinis, ainsi que les adjectifs de quantité et de nombre. La marque du cas, dans la déclinaison des déterminatifs, est identique à la marque forte portée par l'article défini. L'allemand oppose en effet l'article défini (en français le, la, les) à l'article indéfini (en français un, une, des) et à l'absence d'article (ou article zéro). Au singulier, les articles (exception faite, bien sûr, de l'article zéro), s'accordent en genre (masculin, neutre ou féminin) avec le nom qu'ils déterminent. Au pluriel, il n'existe qu'une forme unique des articles. Autrement dit, l'article se décline au pluriel de la même façon que le nom soit masculin, neutre ou féminin.

### Déterminatifs se déclinant comme l'article défini
Se déclinent comme l'article défini der les déterminatifs suivants: welcher (quel), jeder (chaque), dieser (celui-ci), jener (celui-là), solcher (tel), mancher (un bon nombre de).
Derselbe (le même) et derjenige (celui [qui]) se déclinent comme den  suivi d'un adjectif (selbe et jenige). Voir plus bas, la déclinaison faible de l'adjectif.
| cas       | singulier | singulier | singulier    | pluriel   |
| cas       | masculin  | féminin   | neutre       | pluriel   |
| --------- | --------- | --------- | ------------ | --------- |
| nominatif | der (le)  | die (la)  | das (le, la) | die (les) |
| accusatif | den (le)  | die (la)  | das (le, la) | die (les) |
| datif     | dem (le)  | der (la)  | dem (le, la) | den (les) |
| génitif   | des (le)  | der (la)  | des (le, la) | der (les) |

### Déterminant se déclinant comme l'article négatif
Se déclinent comme l'article négatif kein les pronoms possessifs mein, dein, sein, ihr, unser, euer, ihr (mon, ton, son(m)/son(f), notre, votre, leur) ainsi que l'article indéfini ein au singulier. En effet, l'équivalent allemand du pluriel de l'article indéfini français « des » est l'absence d'article. Exemple :
- ein kluger Mann  (un homme intelligent)
- kluge Männer     (des hommes intelligents)

## La déclinaison du nom
Le nom allemand subit au cours de sa déclinaison des changements très limités en comparaison de langues anciennes telles le latin, de langues modernes telles la plupart des langues slaves ou, dans le domaine germanique, l'islandais. L'essentiel des modifications d'un nom concerne le contraste entre le singulier et le pluriel (Mann, homme ; Männer, hommes).
Il existe néanmoins des éléments de déclinaison du nom : -(e)s ajouté aux noms masculins ou neutres singuliers au génitif et -n qui doit obligatoirement terminer presque tous les noms au datif pluriel. Enfin, les noms masculins et neutres prenaient un -e au datif singulier, mais cette désinence (appelée Dativ-e) est aujourd'hui largement désuète et même en voie de disparition
La plupart des noms se déclinent selon la déclinaison forte, tandis que quelques masculins peuvent se décliner selon la déclinaison faible. Les adjectifs substantivés (c'est-à-dire employés comme des noms) suivent, en général, la déclinaison de l'adjectif.
Toutefois, la déclinaison en cas des substantifs tend à disparaître dans l’usage actuel au profit de la déclinaison unique du groupe nominal (marquée sur un seul de ses termes, c’est-à-dire seulement l’adjectif épithète ou préférablement le déterminant). Cependant le substantif féminin, qui ne se décline normalement plus, garde encore une déclinaison résiduelle en -(e)n au datif et -e(s) au génitif pour lever des ambiguïtés de sens avec un accusatif, quand ce substantif féminin est employé sans adjectif ni déterminant ni préposition (cas du génitif saxon) avec un verbe transitif (admettant un complément à l’accusatif). C'est aussi le cas pour les substantifs au pluriel qui gardent la déclinaison du datif dans ce cas.

### La déclinaison forte du substantif
La plupart des noms se déclinent selon ce modèle
| cas       | masculin     | féminin    | neutre      | pluriel    |
| --------- | ------------ | ---------- | ----------- | ---------- |
| nominatif | der Mann     | die Mutter | das Kind    | die Leute  |
| accusatif | den Mann     | die Mutter | das Kind    | die Leute  |
| datif     | dem Mann(e)  | der Mutter | dem Kind(e) | den Leuten |
| génitif   | des Mann(e)s | der Mutter | des Kindes  | der Leute  |

Les mots admettant le pluriel d'origine étrangère en -s, en -ta ou en -i ne prennent pas le -n au datif pluriel.
- den Autos (voitures)
- den Kommata (virgules)

Anciennement, -(e)n marquait le génitif singulier des mots féminins, cela se retrouve dans des mots composés comme Sonnenuntergang (der Sonnen Untergang). Le -(e)s du génitif singulier masculin et neutre se retrouve dans nombre de mots composés, y compris, par analogie, avec des mots féminins : si vertrauenswürdig peut se comprendre comme des Vertrauens würdig, le s de Freiheitswert ne provient pas de der Freiheit wert.

#### Génitif masculin et neutre singulier en -es ou en -s
Au génitif masculin et neutre singulier la désinence -es a tendance à disparaître au profit de -s, surtout pour les mots de plus d'une syllabe. Font leur génitif en -s
- Les polysyllabes en -er, -et, -el
- Les sigles et les abréviations
- Les noms terminés par une voyelle
  - das Dunkel/des Dunkels   (l'obscurité)
  - der Maler/des Malers     (le peintre)
  - der PKW/des PKWs         (la voiture)
  - der Azubi/des Azubis     (l'apprenti)

Font leur génitif en -es
- Les noms en -ss, -tsch, -z, -x, -is, -ß
- Généralement les mots en -s
  - der Blitz/des Blitzes    (l'éclair)
  - das Glas/des Glases      (le verre)
  - der Bus/des Busses       (le bus)
  - der Fluss/des Flusses    (le fleuve, orthographe rénovée)
  - der Fuß/des Fußes        (le pied)
  - der Gruß/des Grußes      (le salut)

#### Génitif singulier des noms propres et génitif saxon
Les noms propres masculins et féminins prennent une flexion lorsqu'ils ne sont pas accompagnés d'un article. On parle alors de génitif saxon. Ce génitif est en -(e)s. Si ces noms se terminent en -s ils peuvent être invariables ou prendre la terminaison -ens.
- Annas Freund             (le compagnon d'Anna)
- Hansens Leben            (la vie de Hans)
- Kaas' Idee               (l'idée de Kaas)
- die Hauptstadt Japans    (la capitale du Japon)

Accompagnés d'un article, ils sont invariables.
- das Leben des Galileo Galilei (la vie de Galilée)

### La déclinaison faible du substantif
Elle concerne une centaine de noms masculins, qui désignent le plus souvent des êtres vivants (ici der Junge, le garçon). Le mot prend la flexion -(e)n à tous les cas sauf au nominatif singulier.
| Cas       | Singulier  | Pluriel    |
| --------- | ---------- | ---------- |
| Nominatif | der Junge  | die Jungen |
| Accusatif | den Jungen | die Jungen |
| Datif     | dem Jungen | den Jungen |
| Génitif   | des Jungen | der Jungen |

Sont concernés :
- Les noms de nationalité (et assimilés) en -e non dérivés d’un adjectif.
  - der Kroate/den, dem, des Kroaten (le Croate)
  - der Jude/den, dem, des Juden (le Juif)
- Les Fremdwörter (mots d’origine étrangère) en -e ou possédant le suffixe -ist, -ent, -ant, -ast, -at, -ot, -path, -soph, -urg, -ut, -et, -eut, -ell, -ekt, -arch, -oge, -ik ou -isk, lorsqu’ils désignent un être vivant.
  - der Student/den, dem, des Studenten (l’étudiant)
  - der Asylant/den, dem, des Asylanten (le demandeur d'asile)
  - der Kommunist/den, dem, des Kommunisten (le communiste)
  - der Kollege/den, dem, des Kollegen (le collègue)
  - Note : pour des objets, ces suffixes peuvent ou non entraîner le caractère masculin faible. des Geldautomaten (distributeur automatique) mais des Apparats (appareil).
- Les mots de la liste suivante :Affe (singe), Ahn(e) (aïeul), Bär (ours), Bauer (fermier), Bote (messager), Bub(e) (valet), Buhle (bien-aimé), Bürge (garant), Bursch(e) (le garçon), Christ (chrétien), Drache (dragon), Elf (elfe), Erbe (héritier), Falke (faucon), Fatzke (fat), Fürst (prince), Ganove (malfrat), Gatte (époux), Geck (dandy), Gefährte (compagnon), Geselle (compagnon), Genosse (camarade), Götze (idole), Graf (comte), Greif (griffon), Fink (pinson), Halunke (fripon), Heide (païen), Held (héros), Herr (monsieur), Hirt(e) (berger), Hüne (géant), Husar (hussard), Insasse (détenu), Junge (garçon), Knabe (garçon), Knappe (écuyer), Kunde (client), Laie (laïque), Lakai (laquais), Leopard (léopard), Lotse (pilote), Löwe (lion), Lump (scélérat), Mensch (être humain), Matrose (le matelot), Mohr (maure), Nachbar (voisin), Nachkomme (descendant), Narr (bouffon), Neffe (neveu), Nomade (nomade), Oberst (colonel), Ochs (bœuf), Pate (parrain), Pfaffe (cureton), Prinz (prince), Rabe (corbeau), Rappe (cheval noir), Recke (preux), Rekrut (recrue), Riese (géant), Rüde (chien de chasse), Scherge (sbire), Schöffe (échevin), Schurke (crapule), Schütze (tireur), Spatz (moineau), Steinmetz (tailleur de pierres), Tor (fou), Vagabund (vagabond), Vasall (vassal), Vorfahr (ancêtre), Welfe (guelfe), Zar (tsar), Zeuge (témoin).
- Les Komposita (mots composés) formés à partir des précédents.

Bauer, Nachbar, Herr et les masculins faibles en -e prennent la flexion -n.

### Déclinaison mixte des substantifs du typeder Name
Il existe une poignée de noms masculins ou neutres en -en qui ont perdu le -(e)n au nominatif, de sorte qu'ils semblent prendre une flexion -(e)n à tous les cas, sauf au génitif singulier où la désinence est -(e)ns.
| cas       | masculin   | neutre      | pluriel   |
| --------- | ---------- | ----------- | --------- |
| nominatif | der Name   | das Herz    | die Namen |
| accusatif | den Namen  | das Herz    | die Namen |
| datif     | dem Namen  | dem Herzen  | den Namen |
| génitif   | des Namens | des Herzens | der Namen |

Les noms concernés sont der Buchstabe (lettre), der Friede (paix), der Funke (étincelle), der Gedanke (pensée), der Glaube (croyance), der Haufe (amas), das Herz (cœur), der Name (nom), der Same (semence), der Wille (volonté), et les Komposita formés avec.
Herz est le seul nom neutre concerné par cette perte du -n au nominatif et à l'accusatif également.
Certains de ces mots existent également avec le -n au nominatif singulier et sont alors totalement réguliers.

### Déclinaison des adjectifs substantivés
Ils se déclinent comme les adjectifs. Sont concernés les substantifs dérivant
- d'adjectifs
- de participes présents
- de participes passés
  - viele Arbeitslose/alle Arbeitslosen   (chômeur)
  - eine Auszubildende/ein Auszubildender (apprenti)
  - der Beamte/ein Beamter                (fonctionnaire)

Se reporter à la section La déclinaison de l'adjectif ci-dessous.
D'anciens adjectifs substantivés sont lexicalisés, c'est-à-dire que leur origine adjectivale a été oubliée. Il se déclinent alors comme des noms. Sont concernés : der Junge (le garçon), das Dunkel (le noir),
etc.
- ein Junge   (un jeune)
- im Dunkeln  (dans le noir)

### Particularités
- Les mots Jesus et Christus (Jésus Christ) se déclinent : à l'accusatif Jesum Christum, au datif Jesu Christo, au génitif Jesu Christi, au vocatif Jesu Christe

On trouve parfois la forme non déclinée à l'accusatif et au datif. Par ailleurs, ces mots sont les seuls à avoir conservé un vocatif : Jesu Christe, principalement trouvé dans l'emploi liturgique.
- Maria (la vierge Marie) donne Mariä au génitif.
- Johannes  (l'apôtre Jean) donne Johannis au génitif.
  - Christi Himmelfahrt          (l'Ascension)
  - der Leib Christi             (le corps du Christ)
  - vor Christo                  (avant Jésus-Christ)
  - die Offenbarung Johannis     (l'Apocalypse)
  - Mariä Himmelfahrt            (l'Assomption)
- das Dunkel se décline parfois im Dunkeln au datif. La forme régulière est correcte.
- der Erbauer (le constructeur, le bâtisseur) n'est pas masculin faible bien que der Bauer le soit.
- der Leutnant (le lieutenant) n'est pas masculin faible malgré son suffixe.
- Les mots en -mus, -os, et souvent ceux en -us, sont invariables au singulier.
  - der Fokus/des Fokus           (la mise au point)
  - der Organismus/des Organismus (l'organisme)

## La déclinaison de l'adjectif
En allemand, l'adjectif se décline quand il est en position d'épithète (toujours à gauche du substantif auquel il se rapporte), et ce en fonction de deux critères :
- le cas et le genre du groupe nominal dont il fait partie ;
- du déterminant qui le précède.

En effet, l'adjectif porte une marque générique de flexion (-e ou -en) si le déterminant porte la marque de flexion de l'article défini, et prend en général la marque de flexion de l'article défini si le déterminant est absent ou ne porte pas de marque de flexion. On distingue ainsi trois déclinaisons :
- la déclinaison faible, quand le déterminant se décline comme l'article défini (la flexion de l'adjectif est alors -e ou -en) ;
- la déclinaison mixte, quand le déterminant se décline comme l'article indéfini (l'adjectif suit soit la déclinaison faible, soit la forte selon que le déterminant porte une marque de flexion ou non) ;
- la déclinaison forte, quand le déterminant est absent (la flexion de l'adjectif est, dans presque tous les cas, celle de l'article défini).

### La déclinaison faible de l'adjectif
Elle est utilisée en présence d'un article défini ou se déclinant comme tel. L'adjectif prend la flexion -e au singulier et si le déterminant a la forme du nominatif, et -en sinon.
| Cas       | Masculin          | Féminin         | Neutre            | Pluriel           |
| --------- | ----------------- | --------------- | ----------------- | ----------------- |
| nominatif | der nette Mann    | die nette Frau  | das nette Kind    | die netten Leute  |
| accusatif | den netten Mann   | die nette Frau  | das nette Kind    | die netten Leute  |
| datif     | dem netten Mann   | der netten Frau | dem netten Kind   | den netten Leuten |
| génitif   | des netten Mannes | der netten Frau | des netten Kindes | der netten Leute  |

Au pluriel, alle (tous) et beide (les deux) induisent la déclinaison faible de l'adjectif.
- alle netten Männer (tous les hommes sympathiques)
- die Idee aller netten Männer (l'idée de tous les hommes sympathiques)
- beide tollen Ideen (ces deux idées super)

### La déclinaison mixte de l'adjectif
Elle est employée en présence d'un article indéfini ou se déclinant comme tel. L'adjectif prend alors la marque de déclinaison de l'article défini (ex. -er, -es) lorsque l'article indéfini ne porte pas de marque de déclinaison (ex. sein), et suit la déclinaison faible sinon.
| Cas       | Masculin            | Féminin           | Neutre              |
| --------- | ------------------- | ----------------- | ------------------- |
| nominatif | ein netter Mann     | eine nette Frau   | ein nettes Kind     |
| accusatif | einen netten Mann   | eine nette Frau   | ein nettes Kind     |
| datif     | einem netten Mann   | einer netten Frau | einem netten Kind   |
| génitif   | eines netten Mannes | einer netten Frau | eines netten Kindes |

Au pluriel c'est la déclinaison faible qui s'applique — en effet, le déterminatif porte toujours une marque de flexion.
- keine netten Menschen (pas d'hommes sympathiques)
- wegen seiner protzigen Autos (à cause de ses voitures tapageuses)

### La déclinaison forte de l'adjectif
Elle est utilisée en l'absence d'article. L'adjectif prend alors les marques de déclinaison de l'article défini, sauf au génitif neutre et au génitif masculin où la désinence est -en, comme dans la déclinaison faible : puisque le nom est marqué, l'adjectif n'a pas besoin de prendre de marque.
| Cas       | Masculin      | Féminin     | Neutre        | Pluriel       |
| --------- | ------------- | ----------- | ------------- | ------------- |
| nominatif | netter Mann   | nette Frau  | nettes Kind   | nette Leute   |
| accusatif | netten Mann   | nette Frau  | nettes Kind   | nette Leute   |
| datif     | nettem Mann   | netter Frau | nettem Kind   | netten Leuten |
| génitif   | netten Mannes | netter Frau | netten Kindes | netter Leute  |

Au pluriel, la déclinaison forte a lieu également avec les déterminants suivants : andere (d'autres), einige (quelques-uns), einzelne (quelques-uns), etliche (un certain nombre de), folgende (suivants), mehrere (plusieurs), verschiedene (différents), zahlreiche (un grand nombre de), viele (beaucoup de), wenige (peu de), zahllose (innombrables). On écrit, par exemple,
- viele nette Männer (beaucoup d'hommes gentils)
- die Idee einiger netter Männer (l'idée de quelques hommes gentils)

### Particularités
- Des adjectifs en -er ou -el perdent le e quand ils portent une flexion :
  - teuer / das teure Auto (la voiture chère)
  - dunkel / das dunkle Zimmer (la pièce sombre)
- Les adjectifs en -a ne sont pas déclinés
  - die lila Tasche (le sac lilas)
- L'adjectif hoch (haut), perd le « c » quand il porte une flexion :
  - hoch / der hohe Turm (la haute tour)
- Les adjectifs géographiques et de date en -er ne sont pas déclinés
  - die Bonner Altstadt (la vieille ville de Bonn)
  - in den zwanziger Jahren (dans les années 1920)
- La déclinaison de l'adjectif au pluriel avec le déterminant manche ou sämtliche est flottante, la déclinaison faible étant la plus usitée.
- Certains adjectifs nʼexistent que sous forme déclinée / épithète : voir ci-après.

### Adjectifs utilisés sous forme épithète déclinée uniquement
Certains adjectifs de position et de temps ne peuvent pas être utilisés comme attributs, ni de manière adverbiale : la forme correspondante est un radical lié, et seules les formes épithètes déclinées (à placer avant le nom) existent.
En revanche, chaque adjectif a normalement un adverbe correspondant, pouvant également être utilisé comme attribut, voire comme épithète situé après le nom. Le tableau ci-dessous donne le radical des plus courants et lʼadverbe correspondant, avec les liens vers le Wiktionnaire.
Certains de ces radicaux entrent aussi comme préfixes dans des mots composés, avec la même signification.
| Type     | Adjectif (radical) | Sens                                | Exemple                                                                               | Exemple traduit                                                             | Adverbe correspondant |
| -------- | ------------------ | ----------------------------------- | ------------------------------------------------------------------------------------- | --------------------------------------------------------------------------- | --------------------- |
| Position | ober-              | supérieur, haut (position physique) | Das Badezimmer liegt im oberen Teil des Hauses.                                       | La salle de bains est dans la partie supérieure de la maison.               | oben                  |
| Position | obig-              | ci-dessus (dans un document)        | Der obige Satz ist offensichtlich falsch.                                             | La phrase ci-dessus est manifestement fausse.                               | oben                  |
| Position | unter-             | bas, inférieur                      | Neue Stifte findest du in der unteren Schublade.                                      | Tu trouveras des nouveaux crayons dans le tiroir inférieur.                 | unten                 |
| Position | vorder-            | avant                               | Ein vorderer Teil des Rumpfes ist beschädigt.                                         | Une partie avant de la coque est endommagée.                                | vorn / vorne          |
| Position | hinter-            | arrière                             | Beim Absturz des Flugzeuges blieb der hintere Teil unbeschädigt.                      | Lʼécrasement de lʼavion a laissé la partie arrière intacte.                 | hinten                |
| Position | link-              | gauche                              | Das Fahrrad prallte gegen die linke Tür des Autos.                                    | Le vélo tapa contre la porte gauche de la voiture.                          | links                 |
| Position | recht-             | droit                               | Ich brauche ein Sofa mit rechtem Arm.                                                 | Jʼai besoin dʼun sofa avec un accoudoir droit.                              | rechts                |
| Position | inner-             | intérieur, interne                  | Er verstarb an inneren Verletzungen.                                                  | Il mourut de blessures internes.                                            | innen                 |
| Position | äußer- äusser-     | extérieur, externe                  | Die Epidermis ist die äußerste Schicht der Haut.                                      | Lʼépiderme est la couche la plus extérieure de la peau.                     | außen aussen          |
| Position | mittler-           | central, au milieu                  | Die Dermis ist die mittlere Schicht der Haut, zwischen der Epidermis und der Subcutis | Le derme est la couche centrale de la peau, entre lʼépiderme et lʼhypoderme | mitten                |
| Position | hiesig-            | situé ici                           | Die hiesige Fabrik ist schon zweimal abgebrannt.                                      | Lʼusine ici a brûlé déjà deux fois.                                         | hier                  |
| Position | dortig-            | situé là-bas                        | Auf dem dortigen Hügel geniesst man eine wunderbare Aussicht.                         | Sur la colline là-bas, on jouit dʼune vue imprenable.                       | dort                  |
| Temps    | gestrig-           | dʼhier                              | Vom gestrigen Fest bekam ich einen massiven Kater.                                    | La fête dʼhier mʼa filé une terrible gueule de bois.                        | gestern               |
| Temps    | heutig-            | dʼaujourd'hui de ce jour            | Wir müssen noch die heutige Agenda festlegen.                                         | Nous devons encore fixer lʼagenda dʼaujourd'hui                             | heute                 |
| Temps    | morgig-            | de demain                           | Ich bin mit der Vorbereitung meines morgigen Vortrags noch nicht fertig!              | Je nʼai pas encore fini de me préparer à ma présentation de demain !        | morgen                |

## La déclinaison des pronoms

### Le pronom personnel
Le pronom personnel se décline également en allemand.
| cas       |          | Singulier           | Singulier | Singulier | Singulier | Singulier |                     | Pluriel  | Pluriel            | Pluriel            |  | Singulier, pluriel | Singulier, pluriel |
| cas       | 1e pers. | 2e pers. informelle | 3e pers.  | 3e pers.  | 3e pers.  | 1e pers.  | 2e pers. informelle | 3e pers. | 2e pers. politesse | 3e pers. réfléchie |  |                    |                    |
| cas       | 1e pers. | 2e pers. informelle | Masculin  | Féminin   | Neutre    | 1e pers.  | 2e pers. informelle | 3e pers. | 2e pers. politesse | 3e pers. réfléchie |  |                    |                    |
| nominatif | ich      | du                  | er        | sie       | es        | wir       | ihr                 | sie      | Sie                |                    |  |                    |                    |
| accusatif | mich     | dich                | ihn       | sie       | es        | uns       | euch                | sie      | Sie                | sich               |  |                    |                    |
| datif     | mir      | dir                 | ihm       | ihr       | ihm       | uns       | euch                | ihnen    | Ihnen              | sich               |  |                    |                    |
| génitif   | meiner   | deiner              | seiner    | ihrer     | seiner    | unser     | euer                | ihrer    | Ihrer              | seiner             |  |                    |                    |

Remarques :
- l'allemand ne connaissant pas la distinction du français entre pronoms personnels accentués et inaccentués (tel que celle entre « je » et « moi »), ich pourra se traduire par « je » ou « moi », du par « tu » ou « toi », etc. ;
- es s'utilisant au neutre n'a pas d'équivalent français strict (« ça » s'en approche) ;
- la forme de politesse correspondant au « vous » du français est en allemand la troisième personne du pluriel Sie (avec une majuscule).

Le cas génitif correspond au pronom possessif, qui se décline comme l'article indéfini. Les adjectifs qui peuvent se trouver après le pronom possessif se déclinent donc selon la déclinaison mixte (similaire au pluriel à la déclinaison faible). Le deuxième e de euer disparaît lorsque euer présente une terminaison, comme pour de nombreux adjectifs en -er. Par exemple :
- mein rotes Auto (ma voiture rouge)
- eure Klasse (votre classe)

Le pronom réfléchi s'utilise essentiellement à l'accusatif ou au datif, mais on peut le trouver au génitif. À l'accusatif et au datif, sa forme ne diffère de celle du pronom personnel qu'à la troisième personne du singulier, à la troisième personne du pluriel et à la forme de politesse. Au génitif, sa forme est celle de l'adjectif possessif avec la terminaison -er.
Par exemple :
- Ich wasche mich. = « Je me lave. »
- Sie wäscht sich.
- Ich habe mir den Weg gemacht. = « Je me suis frayé un passage. »
- Er hat sich den Weg gemacht.
- Ich bin meiner ganz sicher. = « Je suis tout à fait sûr de moi. »
- Sie ist ihrer ganz sicher.

### Le pronom relatif
La déclinaison du pronom relatif der (qui, que) ne diffère de celle de l'article défini der qu'au datif pluriel et au génitif.
| cas       | masculin | féminin | neutre | pluriel |
| --------- | -------- | ------- | ------ | ------- |
| nominatif | der      | die     | das    | die     |
| accusatif | den      | die     | das    | die     |
| datif     | dem      | der     | dem    | denen   |
| génitif   | dessen   | deren   | dessen | deren   |

Le pronom relatif s'accorde en genre et en nombre avec son antécédent, mais son cas est déterminé par sa fonction dans la proposition subordonnée (et non par le cas de l’antécédent).

### Le pronom interrogatif
Le pronom interrogatif Wer/Was (qui/que) se décline au masculin singulier suivant le modèle des pronoms relatifs der et das, sa flexion diffère donc de celle de l'article défini au génitif.
| nominatif | accusatif | datif | génitif |
| --------- | --------- | ----- | ------- |
| wer       | wen       | wem   | wessen  |
| was       | was       | wem   | wessen  |

### Le pronom démonstratifdas
Le pronom démonstratif das se décline comme le pronom relatif das.
| nominatif | accusatif | datif | génitif |
| --------- | --------- | ----- | ------- |
| das       | das       | dem   | dessen  |

- Das weiß ich nicht. = « Ça, je ne sais pas. »
- Ich glaube dem nicht. = « Lui, je ne le crois pas. »
- Wir sind uns dessen bewusst. = « Nous [en] sommes conscients [de cela]. »

Mais il se lie à une éventuelle préposition, sous la forme « da ». Exemples :
- Ich komme dadurch au lieu de *Ich komme durch es ou *ich komme durch das.
- Ich rechne damit au lieu de *Ich rechne mit dem.

Si la préposition commence par une voyelle, on introduit un « r » euphonique : darin, darüber, daraus, darauf, etc. Exemple :
- Wie kommst du darauf?

La plupart de ces formes doivent être rendues autrement dans la traduction en français, mais dans certains cas, elles sont équivalentes aux adverbes français dedans, dessus, dessous, etc. :
- Er liegt weit darüber. = « Il est largement au-dessus (de ça). »
- Dazu dient es. = « C'est à ça que ça sert. »
- Ich denke daran. = « J'y pense. »
- Steig darauf! = « Monte là-dessus ! », ou « Monte dessus ! »
- Er ist gerade dabei. = « Il est justement en train de le faire. »
- Er kümmert sich darum. = « Il s'en occupe. »
- Ich habe es damit gemacht. = « Je l'ai fait avec ça. »
- Man muss damit leben. = « Il faut faire avec. »

Exceptions :
Darohne n'existe pas, on utilise ohne, sans pronom.
- « On peut faire sans. » = Man kommt auch ohne klar.

Les prépositions régissant le génitif donnent lieu à une forme spéciale : 
- anstatt → statt dessen
- aufgrund → aufgrund dessen
- trotz → trotzdem
- während → währenddessen
- wegen → deswegen

Wegen fusionne également avec les pronoms personnels : meinetwegen, deinetwegen, seinetwegen, ihretwegen. Dans la langue moderne, au moins à l'oral, on utilisera plutôt le datif : wegen mir, wegen dir, etc.
La préposition in, dans les cas où elle est suivie du datif, c'est-à-dire dans les cas où elle exprime le lieu où on est (sens locatif), se comporte différemment vis-à-vis du pronom selon que le « lieu » désigné par celui-ci est un contenant, un pays ou un milieu.
- Er ist in dieser Dose. / Er ist drinnen. / Er ist da drinnen. = « Il est dans cette boîte. / Il est dedans. ou Il est à l'intérieur. / Il est là-dedans. »
- Er ist in der Schweiz. / Er ist dort. = « Il est en Suisse. / Il y est. / Il est là-bas. »
- Er sitzt in der Kacke. Er sitzt darin bis zum Hals. = « Il est dans la merde. Il est dedans jusqu'au cou. »

## Lesmutants
Les mutants sont des cas particuliers, ils ont la particularité de changer de comportement, se présentant soit comme des « déterminatifs » soit comme des « adjectifs ». Il s'agit de : alle, sämtliche, beide, solche, welche, keine, andere, einige, etliche, folgende, manche, mehrere, viele, wenige, irgendwelche.
Au singulier : einige, welche, solche, manche, jede, diese, folgende se comportent comme des déterminants et portent donc la marque forte de la déclinaison :
- Folgendes neue Buch (s = neutre) ist nötig. (Le livre récent suivant est nécessaire)
- Jedes neue Auto (s) trägt zur Klimaänderung bei. (Chaque nouvelle voiture contribue au changement climatique)

Attention : viel- et wenig- sont théoriquement au singulier des déterminants indéfinis, mais on préfère la plupart du temps les laisser invariables et marquer l'adjectif :
- Hier kommt man wenigØ gutes Bier (s) an.(Ici, on trouve peu de bonne bière.)
- In Frankreich gibt es vielØ guten Käse (r = masculin). (En France, il y a beaucoup de bon fromage.)

Ø indique qu'il n'y a pas de marque
Au pluriel :
- Ceux qui sont définis : alle, sämtliche, beide, solche, welche, kein se comportent comme des déterminants et portent donc la marque forte de la déclinaison :
  - Alle netten Studenten (pl = pluriel) sind da. (Tous les étudiants sympathiques sont là)
  - Beide netten Lehrerinnen (pl) sind da. (Les deux enseignantes sympathiques sont là)
  - L'adjectif, comme nette ici, prend donc la déclinaison faible.
- Les indéfinis : andere, einige, etliche, folgende, manche, mehrere, viele, wenige se comportent comme des adjectifs forts :
  - Ø Viele nette Studenten (pl) sind da. (Beaucoup d'étudiants sympathiques sont là)
  - Ø Folgende neue Bücher (pl) sind nötig. (Les livres neufs suivants sont nécessaires)
  - Ø indique qu'il n'y a pas de déterminant.
  - L'adjectif, comme nette et neue ici, garde lui aussi une déclinaison forte.

Cas particulier : irgendwelche a les deux types de comportement
Attention aux adjectifs substantivés, on dit :
- Alle, welche, keine Deutschen.

mais
- einige, andere Deutsche.

et au masculin faible : alle, welche, keine, einige, andere Franzosen (c'est la marque du masculin faible, pas de la déclinaison).